# Groupe de NGC 4038
Le groupe de NGC 4038 comprend au moins 27 galaxies situées dans les constellations du Corbeau et de la Coupe. La distance moyenne entre ce groupe et la Voie lactée est d'environ 30,1 Mpc (∼98,2 millions d'al), en excluant les galaxies ESO 572-34 et ISZ 59. 

## Membres

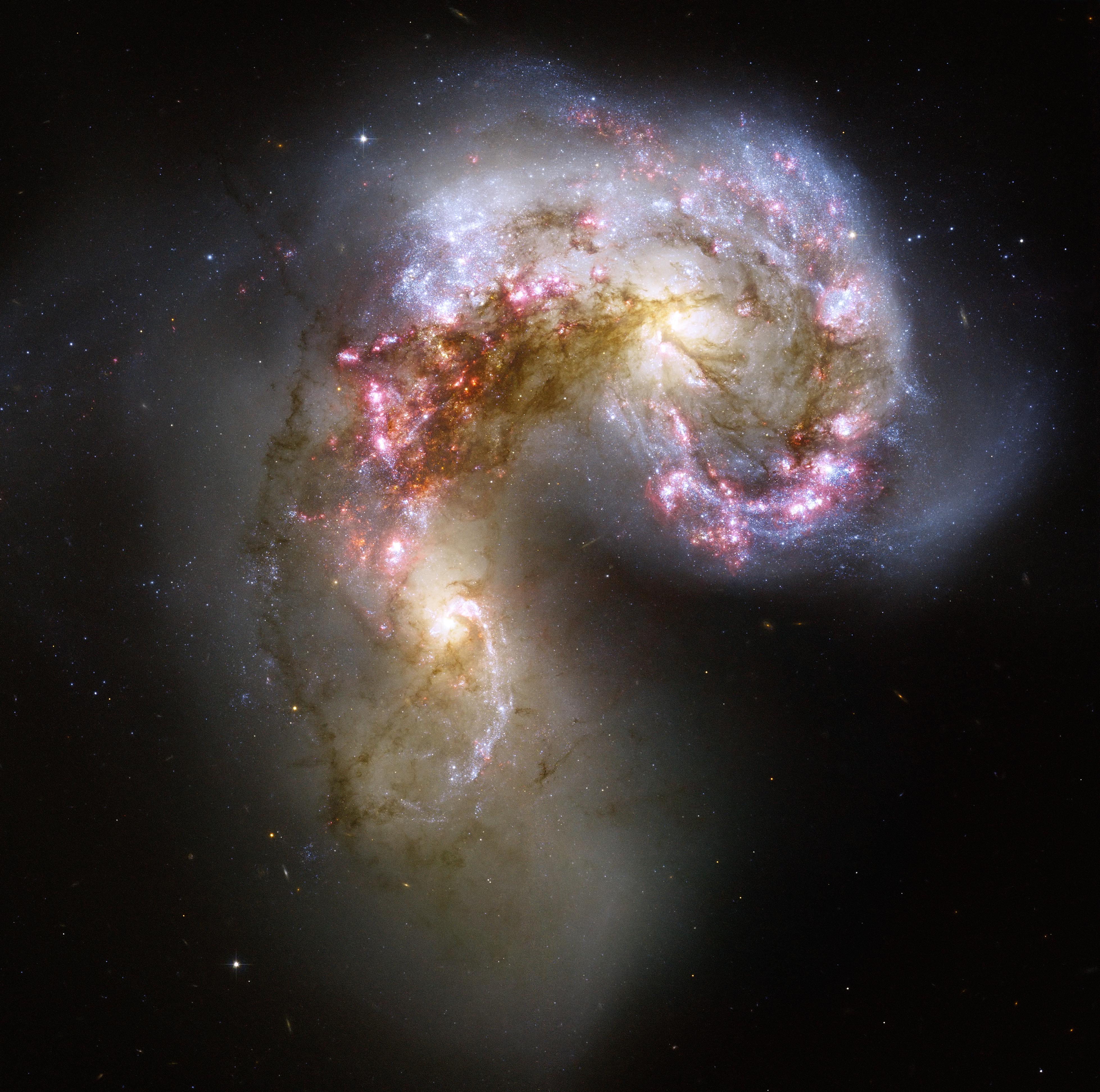
Les galaxies des Antennes (NGC 4038/4039), les membres dominants de ce groupe.

Le tableau ci-dessous liste les 27 galaxies du groupe indiquées dans l'article de A.M. Garcia paru en 1993.
Le groupe de NGC 4038 fait partie du superamas de la Vierge aussi appelé le Superamas local,.
| Nom          | Constellation | Class.            | Type                        | α (J2000.0)   | δ (J2000.0)  | Vitesse radiale (km/s) | m            | Distance (Mpc) | Diamètr (kal) |
| ------------ | ------------- | ----------------- | --------------------------- | ------------- | ------------ | ---------------------- | ------------ | -------------- | ------------- |
| NGC 3955     | Coupe         | S0/a pec          | Lenticulaire                | 11h 53m 57.1s | -23° 09′ 51″ | 1491 ± 9               | 12,0         | 27,2 ± 1,9     | 105           |
| NGC 3956     | Coupe         | SA(s)c            | Spirale                     | 11h 54m 00.7s | -20° 34′ 02″ | 1653 ± 5               | 12,0         | 29,6 ± 2,1     | 125           |
| NGC 3957     | Coupe         | SA0+?             | Lenticulaire                | 11h 54m 01.5s | -19° 34′ 08″ | 1637 ± 19              | 11,8         | 29,4 ± 2,1     | 63            |
| NGC 3981     | Coupe         | SA(rs)bc          | Spirale                     | 11h 56m 07.4s | -19° 53′ 46″ | 1723 ± 4               | 11,0         | 30,7 ± 2,2     | 269           |
| NGC 4024     | Corbeau       | SAB0^-            | Lenticulaire                | 11h 58m 31.2s | -18° 20′ 49″ | 1694 ± 15              | 11,7         | 30,3 ± 2,2     | 65            |
| NGC 4027     | Corbeau       | SB(s)dm           | Spirale magellanique        | 11h 59m 30.2s | -19° 15′ 55″ | 1671 ± 6               | 11,0         | 29,9 ± 2,1     | 58            |
| NGC 4033     | Corbeau       | E6                | Elliptique                  | 12h 00m 34.7s | -17° 50′ 33″ | 1617 ± 20              | 11,7         | 29,1 ± 2,1     | 71            |
| NGC 4035     | Corbeau       | (R')SAB(rs)bc pec | Spirale intermédiaire       | 12h 00m 29.3s | -15° 56′ 53″ | 1581 ± 7               | 13,4         | 28,6 ± 2,0     | 30            |
| NGC 4038     | Corbeau       | SB(s)m pec        | Spirale barrée              | 12h 01m 53.0s | -18° 52′ 03″ | 1624 ± 5               | 10,3         | 29,2 ± 2,1     | 634           |
| NGC 4039     | Corbeau       | SB(s)m pec        | Spirale barrée              | 12h 01m 53.5s | -18° 53′ 10″ | 1641 ± 9               | 10,3         | 29,4 ± 2,1     | 72            |
| NGC 4050     | Corbeau       | SB(s)m pec        | Spirale barrée              | 12h 02m 53.9s | -16° 22′ 25″ | 1761 ± 8               | 12,2         | 31,2 ± 2,2     | 95            |
| NGC 4027A    | Corbeau       | IB(s)m?           | Irrégulière magellanique    | 11h 59m 29.4s | -19° 19′ 55″ | 1700 ± 55              | 14,5         | 30,3 ± 2,3     | 34            |
| ESO 505-13   | Corbeau       | SB(s)m pec?       | Spirale barrée magellanique | 12h 06m 07.2s | -22° 50′ 58″ | 1723 ± 2               | 12,4968      | 30,5 ± 2,2     | 96            |
| ESO 505-23   | Corbeau       | SB(s)m            | Spirale barrée magellanique | 12h 09m 36.2s | -23° 24′ 43″ | 1672 ± 2               | 14,48        | 29,8 ± 2,1     | 63            |
| ESO 572-18   | Coupe         | SB(r)c pec?       | Spirale barrée              | 11h 55m 50.6s | -18° 11′ 47″ | 1596 ± 8               | 11,84        | 28,8 ± 2,1     | 50            |
| ESO 572-22   | Corbeau       | Sb                | Spirale                     | 11h 56m 22.5s | -19° 33′ 07″ | 1918 ± 10              | 12,99        | 33,5 ± 2,4     | 54            |
| ESO 572-23   | Corbeau       | SAB(s)0^0^?       | Lenticulaire                | 11h 56m 57.9s | -19° 51′ 18″ | 1805 ± 19              | 11,94 ± 0,09 | 31,9 ± 2,3     | 121           |
| ESO 572-30   | Corbeau       | SB(s)m            | Spirale barrée magellanique | 11h 58m 25.4s | -22° 26′ 24″ | 1795 ± 5               | 13,29 ± 0,31 | 31,6 ± 2,3     | 71            |
| ESO 572-32   | Corbeau       | SB(s)d pec        | Spirale barrée              | 11h 58m 45.5s | -19° 50′ 45″ | 1638 ± 2               | 14,7099      | 29,4 ± 2,1     | 71            |
| ESO 572-34a  | Corbeau       | IBm               | Irrégulière magellanique    | 11h 58m 58.3s | -19° 01′ 41″ | 1114 ± 2               | 13,41 ± 0,09 | 21,7 ± 1,6     | 17            |
| ESO 572-49   | Corbeau       | SB(s)d?           | Spirale barrée              | 12h 03m 24.4s | -19° 31′ 21″ | 1660 ± 4               | 12,86        | 29,7 ± 2,1     | 66            |
| ESO 572-8    | Coupe         | S?                | Spirale                     | 11h 53m 05.5s | -18° 22′ 41″ | 1766 ± 10              | 13,82 ± 0,09 | 31,3 ± 2,3     | 40            |
| ESO 572-9    | Coupe         | IB(s)m            | Irrégulière magellanique    | 11h 53m 23.0s | -18° 10′ 00″ | 1745 ± 3               | 15,40 ± 0,04 | 31,0 ± 2,2     | 64            |
| ESO 573-3    | Corbeau       | Sm?               | Spirale magellanique        | 12h 12m 55.2s | -20° 25′ 16″ | 1546 ± 1               | 13,8770      | 28,0 ± 2,0     | 46            |
| ISZ 59a      | Corbeau       | S0                | Lenticulaire                | 11h 57m 28.0s | -19° 37′ 27″ | 2135 ± 18              | 14,07 ± 0,03 | 36,7 ± 2,6     | 42            |
| ISZ 60       | Corbeau       | ?                 | ?                           | 11h 58m 23.8s | -19° 31′ 03″ | 1675 ± 45              | 14,80        | 29,9 ± 2,2     | 13            |
| MCG -3-30-19 | Coupe         | SAB(s)cd?         | Spirale intermédiaire       | 11h 54m 49.6s | -16° 51′ 52″ | 1813 ± 6               | 13,8644      | 32,0 ± 2,3     | 66            |

- a Ces deux galaxies sont à des distances passablement différentes de la valeur moyenne du groupe et leur appartenance à celui-ci est douteuse.

Le site DeepskyLog permet de trouver aisément les constellations des galaxies mentionnées dans ce tableau ou si elles ne s'y trouvent pas, l'outil du site constellation permet de le faire à l'aide des coordonnées de la galaxie. Sauf indication contraire, les données proviennent du site NASA/IPAC. 